# 短序花属
短序花属（学名：Brachybotrys），或稱山茄子属，是紫草科下的一个属，为草本植物。该属仅有短序花（Brachybotrys paridiformis）一种，分布于西伯利亚至中国东北部。